# The Pasha's Daughter
The Pasha's Daughter er en amerikansk stumfilm fra 1911.

## Medvirkende
- William Garwood som Jack Sparks
- William Russell